# 1169 км
1169 км, железнодорожная платформа 1169 километр — населённый пункт (тип: железнодорожная платформа) в Кинельском районе Самарской области в составе сельского поселения Георгиевка.

## География
Находится у железнодорожной линии Самара — Уфа на расстоянии примерно 27 километров по прямой на восток от районного центра города Кинель.

## История
Населённый пункт появился при строительстве железной дороги. В селении жили семьи тех, кто обслуживал железнодорожную инфраструктуру.

## Население
Постоянное население составляло 0 человек в 2002 году, 1 в 2010 году.

## Инфраструктура
Путевое хозяйство Куйбышевской железной дороги. Действует остановочный пункт 1169 км.

## Транспорт
Автомобильный (в пешей доступности автодорога 6К-851) и железнодорожный транспорт.